# یواس‌اس آتلانتا (اس‌اس‌ان-۷۱۲)
یواس‌اس آتلانتا (اس‌اس‌ان-۷۱۲) (به انگلیسی: USS Atlanta (SSN-712)) یک زیردریایی بود که طول آن ۱۱۰٫۳ متر (۳۶۱ فوت ۱۱ اینچ) بود. این زیردریایی در سال ۱۹۸۰ ساخته شد.